# Upplands runinskrifter 139
Runinskrift U 139 är en runstensbit som ligger utmed Frestavägen och strax öster om Broby bro i Täby socken. Den skadade stenen är placerad med ett annat runstensfragment; U 140, samt U 151.

## Fragmenten
Fragmenten består av ljusgrå granit och båda är nu placerade i öppen mark intill en parkeringsficka. Det ena fragmentet U 139, har tidigare varit inmurat i en källarvägg vid Broby gård. Dess ornamentik går i Ringerikestil och den runtext som nu återstår lyder enligt inskriften nedan:

## Inskriften
Translitterering av runraden:
... ...sti ' ru... ... · hia(l)... ... hans
Normalisering till runsvenska:
... [ri]sti ru[naʀ] ... hial[pi] ... hans
Översättning till nusvenska:
... ristade runorna ..  [Gud] hjälpe hans [ande].